# بايوزية
بايوزية (الاسم العلمي:†Pyozia) هو جنس منقرض من الزواحف يتبع فصيلة أفعوانيات العيون من أصنوفة البليكوصوريات الحقيقية.